# Claudia Sagastizábal
Claudia Alejandra Sagastizábal est une mathématicienne appliquée brésilienne reconnue pour ses recherches en optimisation convexe et en gestion de l’énergie et pour sa co-rédaction du livre Numerical Optimization: Theoretical and Practical Aspects. Elle est chercheuse à l'université d'État de Campinas au Brésil.

## Formation et carrière
Sagastizábal a obtenu un diplôme en mathématiques, astronomie et physique de l'université nationale de Córdoba en Argentine en 1984. Elle a obtenu un doctorat en 1993 à l'université Panthéon-Sorbonne en France ; sa thèse, Quelques méthodes numériques d'optimisation: Application en gestion de stocks, a été supervisée par Claude Lemaréchal,. Elle a obtenu son Habilitation à diriger des recherches en 1998.
En France, elle a travaillé avec Électricité de France sur des problèmes d’optimisation liés à la production d’électricité, un sujet qui fait l’objet de ses recherches depuis lors. Elle a déménagé au Brésil en 1997. Avant de rejoindre l'université d'État de Campinas en 2017, elle était également affiliée à l'Institut national de mathématiques pures et appliquées, à l'Institut national de recherche en informatique et en automatique (Inria), à l'École Nationale Supérieure des Techniques Avancées, entre autres institutions.
Au Brésil, elle a travaillé cinq ans avec le Electric Energy Research Center d'Eletrobras. Elle a été consultante R&D pour des compagnies telles qu'EdF, Gaz de France-Suez et Renault en France ; Robert Bosch en Allemagne ; Petrobras, Bovespa et Eletrobras au Brésil.
L'ouvrage qu'elle a co-écrit, Optimisation Numérique : aspects théoriques et pratiques, est une référence pour les méthodes d'optimisation numérique : optimisation linéaire ou non linéaire, algorithme du gradient, théorie des jeux, dualité, méthode de Newton, pénalisation, optimisation quadratique successive, algorithme à directions de descente etc.
Depuis 2015, elle est rédactrice en chef du journal Set-Valued and Variational Analysis,.

## Prix et distinctions
Sagastizábal a été conférencière invitée au 8e Congrès international de mathématiques industrielles et appliquées en 2015. Elle a également été conférencière invitée sur les sujets de la théorie du contrôle et de l'optimisation mathématique au Congrès international des mathématiciens de 2018.
En 2014, elle reçoit le prix Charles Broyden, en Optimization Methods and Software, pour le meilleur article de l'année.

## Publications
- J. F. Bonnans, J. Ch. Gilbert, C. Lemaréchal, C. Sagastizábal (2006), Optimisation Numérique : aspects théoriques et pratiques [détail des éditions][6].
- Mifflin, R. ; Sagastizábal, Claudia : « Optimization stories ». Bielefeld: DOCUMENTA MATHEMATICA, Journal der Deutschen Mathematiker-Vereinigung, 2012, 460p .
- Sagastizábal, C.; Dutto, L. : « Notas sobre errores por discretizacion ». FaMAF-UNC, 1986. 200p .